# Джерело «Теребіж»
Джерело Теребіж — гідрологічна пам'ятка природи місцевого значення. Розташована на південний захід від с. Яр на території колишньої Михайловецької сільської ради Могилів-Подільського району Вінницької області. Оголошена відповідно до Рішення Вінницького облвиконкому від 29.08.1984 р. № 371. Охороняється джерело ґрунтової води, яке живить струмок Дзвінок, що впадає в річку Теребіж – притоку р. Жван.